# 후쿠오카 도시권

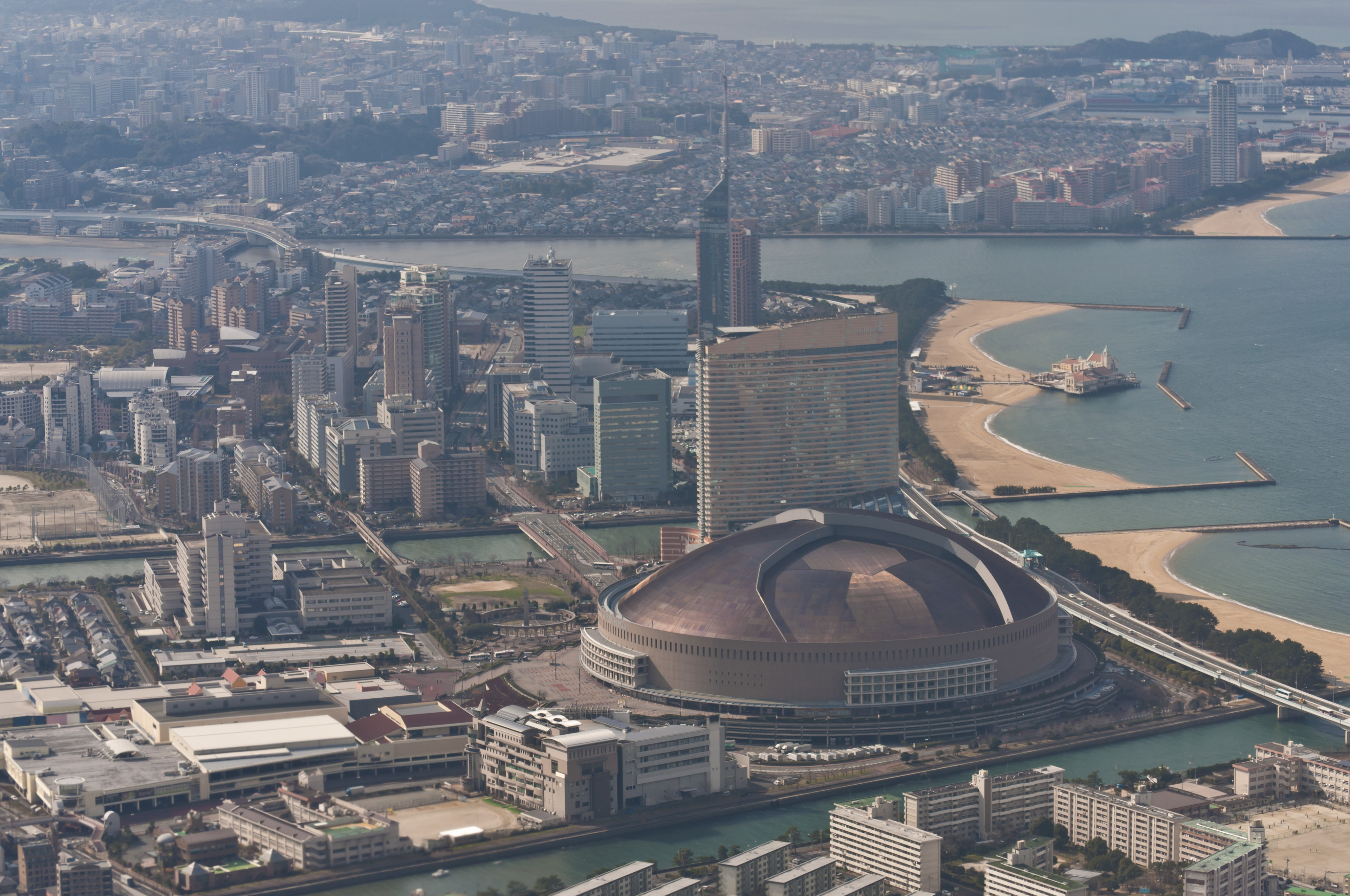

후쿠오카 도시권(일본어: 福岡都市圏 후쿠오카토시켄[*])은 후쿠오카현 후쿠오카시를 중심으로 하는 광역 도시권을 말한다.

## 같이 보기
- 기타큐슈·후쿠오카 대도시권